# 圣多默堂 (加尔各答)

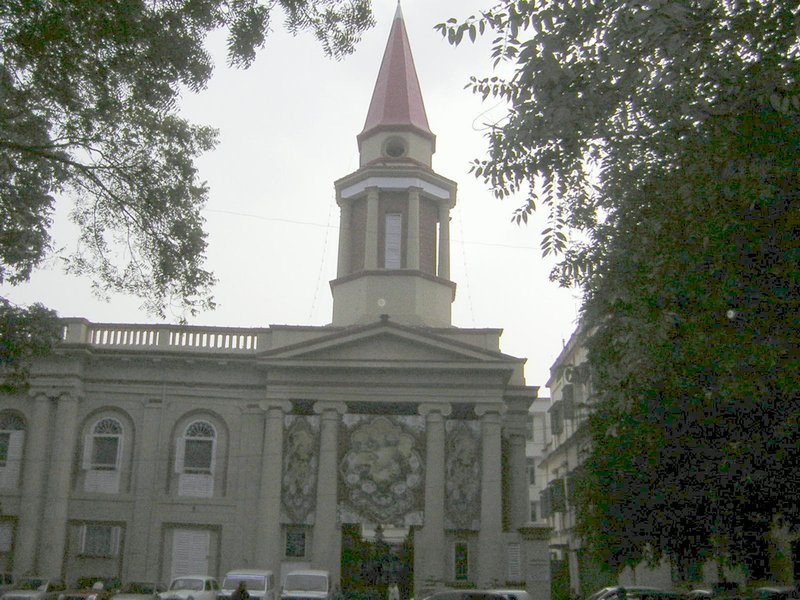

圣多默堂（St. Thomas's Church）是印度西孟加拉邦加尔各答的一座罗马天主教教堂，位于公园街，兴建于1841-1842年。圣多默堂是该市的英国殖民地风格建筑之一，曾经属于耶稣会管理。
1997年9月，加尔各答德肋撒修女的葬礼之前，曾停灵一周于该堂。